# 岡山県道455号小山桑上線
岡山県道455号小山桑上線（おかやまけんどう455ごう こやまくわかみせん）は、岡山県久米郡美咲町から津山市に至る一般県道である。

## 概要
久米郡美咲町小山と津山市里公文を結ぶ。

### 路線データ
- 起点：久米郡美咲町小山（岡山県道342号大垪和西小山旭線交点）
- 終点：津山市里公文（国道429号交点）
- 総延長：7.95 km

## 歴史
- 1973年（昭和48年）11月2日 - 岡山県告示第1021号により認定される。
- 2005年（平成17年）
  - 2月28日 - 久米郡久米町が津山市に編入されたことに伴い終点の地名表記が変更される（久米郡久米町里公文→津山市里公文）。
  - 3月22日 - 久米郡に属する町のうちの旭町・中央町・柵原町が対等合併して久米郡美咲町が発足したことに伴い起点の地名表記が変更される（久米郡旭町小山→久米郡美咲町小山）。

## 備考
最小幅員1.5 mという狭い山道が続く路線であり、そのひどさは数々の道路系サイトで紹介されている。特に美咲町近くの南部約2.5 kmは大型車はともかく普通自動車でも通行は困難。
終点はかつては久米郡久米町（現：津山市）桑上だったが、国道429号および本路線の改良で現在地に移動した。

## 地理
両山寺5滝のうち3つ（小滝・宇津谷滝・大滝）が沿線になり､名勝である。岡山の滝ランキングにおいても小滝はあじさいが有名であり、県道のすぐそばにあることから、多くの写真家たちが訪れている。

### 通過する自治体
- 久米郡美咲町
- 津山市

### 交差する道路
| 交差する道路                  | 市町村名 | 市町村名 | 交差する場所 | 交差する場所 |
| ----------------------------- | -------- | -------- | ------------ | ------------ |
| 岡山県道342号大垪和西小山旭線 | 久米郡   | 美咲町   | 小山         | 起点         |
| 国道429号                     | 津山市   | 津山市   | 里公文       | 終点         |

### 沿線
- 津山市役所久米支所倭文分所
- 津山市立倭文保育所
- 津山市立秀実小学校